# Gran Kan

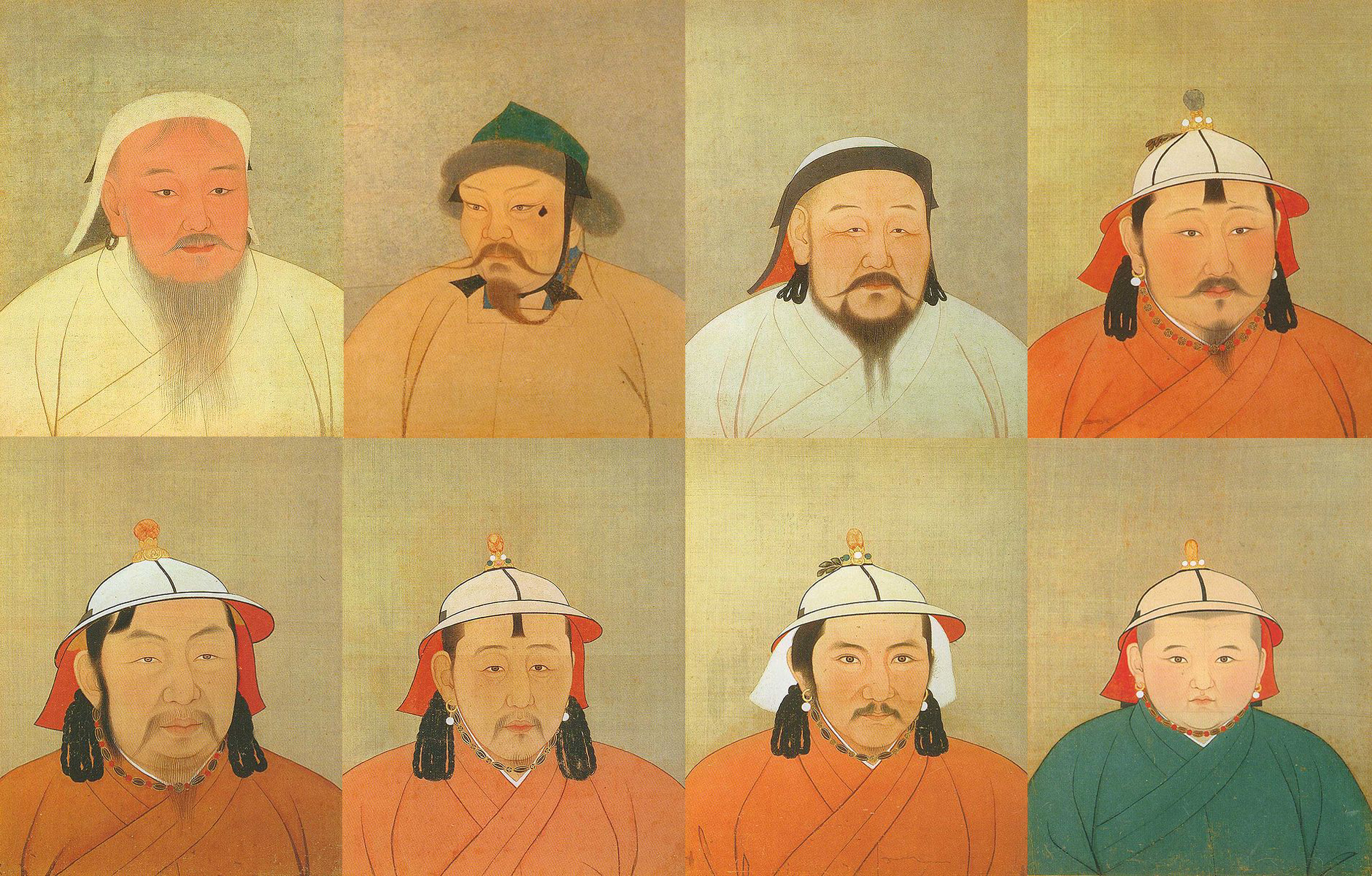
Ocho de los 15 Grandes Khagans del Imperio Mongol.

El término gran kan (en mongol jalka: xaɣan, en turco: kağan), también escrito como jaghan, jagan, chagan, qaqan, khakhan, khaghan, khaqan, etc., corresponde a un título de rango imperial en las lenguas túrquica y mongola equivalente al estatus de emperador; asimismo, es alguien que gobierna un kaganato o imperio, mayor que un kanato normal, pero a menudo llamado así en las lenguas de Occidente. También puede traducirse como «kan de kanes», equivalente a «rey de reyes».
En mongol moderno, este título ha pasado a ser Jaan, ya que el sonido «g» es muy suave o directamente se ha perdido. La referencia más vista en Occidente como «gran kan», sobre todo en el caso del Imperio mongol, no es técnicamente correcta, pero ha quedado como cliché y queda claro que sugiere un estatus elevado.

## Grandes kanes mongoles
- La primera vez que se tiene noticia del uso de este título fue con la confederación de los Rouran (siglos IV al VI d. C.) o con los Xianbei, en la frontera septentrional de China.
- Los ávaros, que podrían haber incluido elementos rouran después de que los turcos expulsaran a los que gobernaban Mongolia, también utilizaron este título. Los ávaros invadieron Europa y durante más de un siglo dominaron las llanuras húngaras. Los occidentales latinizaron el título Jaghan como Gaganus.
- Los más famosos entre todos los que llevaron este título pertenecieron a la dinastía del conquistador mongol Gengis Kan, quien unificó a todas las tribus nómadas mongolas y las convirtió en una máquina militar tan eficaz que superó con creces las conquistas de Alejandro Magno al fundar el Imperio mongol. Su nieto Kublai Kan fundó la dinastía Yuan en China.

Los descendientes de la línea mayor de la casa de Gengis Kan que gobernaron son conocidos como los Grandes Kanes. Entre ellos se incluye a Ogodei Kan, Guyuk Kan, Möngke Kan y Kublai Kan.
La Historia secreta de los mongoles, escrita para cada dinastía, distingue claramente entre los conceptos de «gran kan» y «kan»: solamente Gengis y sus descendientes son considerados grandes kanes, mientras que el resto son kanes. Con el tiempo, sin embargo, la distinción se volvió borrosa debido al gran número de gobernantes que pretendían hacerse llamar «gran kan».
- El sonido gh en Jaghan se suavizó más tarde y desapareció, convirtiéndose en Jaan en mongol moderno.

## Entre los pueblos turcos
- El título se asoció con los gobernantes ashina de los köktürks y sus sucesores entre pueblos como los jázaros. Los gobernantes menores fueron relegados al título de kan.
- Es interesante destacar que tanto el título de Jajan como tal y la forma turca Hakan, con la coletilla en árabe de al-Barrayn wa-l Bahrayn (de ambas tierras y ambos mares), o más correctamente Hakan ül-Berreyn vel-Behreyn en turco, eran utilizados por el gran sultán (y más tarde el califa) del Imperio otomano, con lo que se ve la legitimación histórica del poder dinástico como sucesor político de los varios Estados conquistados y en ocasiones islamizados. El título completo del emperador otomano era Sultán Hân X.X., Padishah, Hünkar, Soberano de la Casa de Osman, Sultán de Sultanes, Kan de Kanes, Comandante de los Creyentes y Sucesor del Profeta del Señor del Universo; seguido de una serie de títulos específicos regionales, como Protector de las Ciudades Santas de La Meca, Medina y Jerusalén.
- Probablemente los hunos (al igual que muchos pueblos turcos) hayan usado este término para referirse a sus líderes.

## Entre los eslavos
- A principios del siglo X, los príncipes de la Rus de Kiev utilizaban el título de kagán (o qaghán), según los escritos del geógrafo persa Ibn Rusta entre 903 y 913. Esta tradición perduró en el siglo XI, ya que el obispo metropolitano de Kiev y toda Rus Hilarión denomina al gran príncipe Vladimiro I de Kiev (978-1015) y al gran príncipe Yaroslav I el Sabio (1019-1054) como kagán. Un grafiti encontrado en las paredes de la catedral de Santa Sofía en Kiev llama de la misma manera al hijo de Yaroslav, el gran príncipe Sviatoslav II de Kiev (1073-1076).